# Špičky (železniční zastávka)
Špičky jsou železniční zastávka a automatické hradlo (dříve hradlo), která se nachází v jižní části katastru Špiček v okrese Přerov, daleko od zástavby obce. Leží v km 11,281 elektrizované dvoukolejné železniční trati Hranice na Moravě – Púchov mezi stanicemi Hranice na Moravě město a Hustopeče nad Bečvou.

## Historie
Zastávku uvedly do provozu Československé státní dráhy v roce 1922 a po celou dobu nese název Špičky. Výjimkou byly roky 1939 až 1945, kdy se používalo dvojjazyčné označení Speitsch / Špičky.

## Popis zastávky

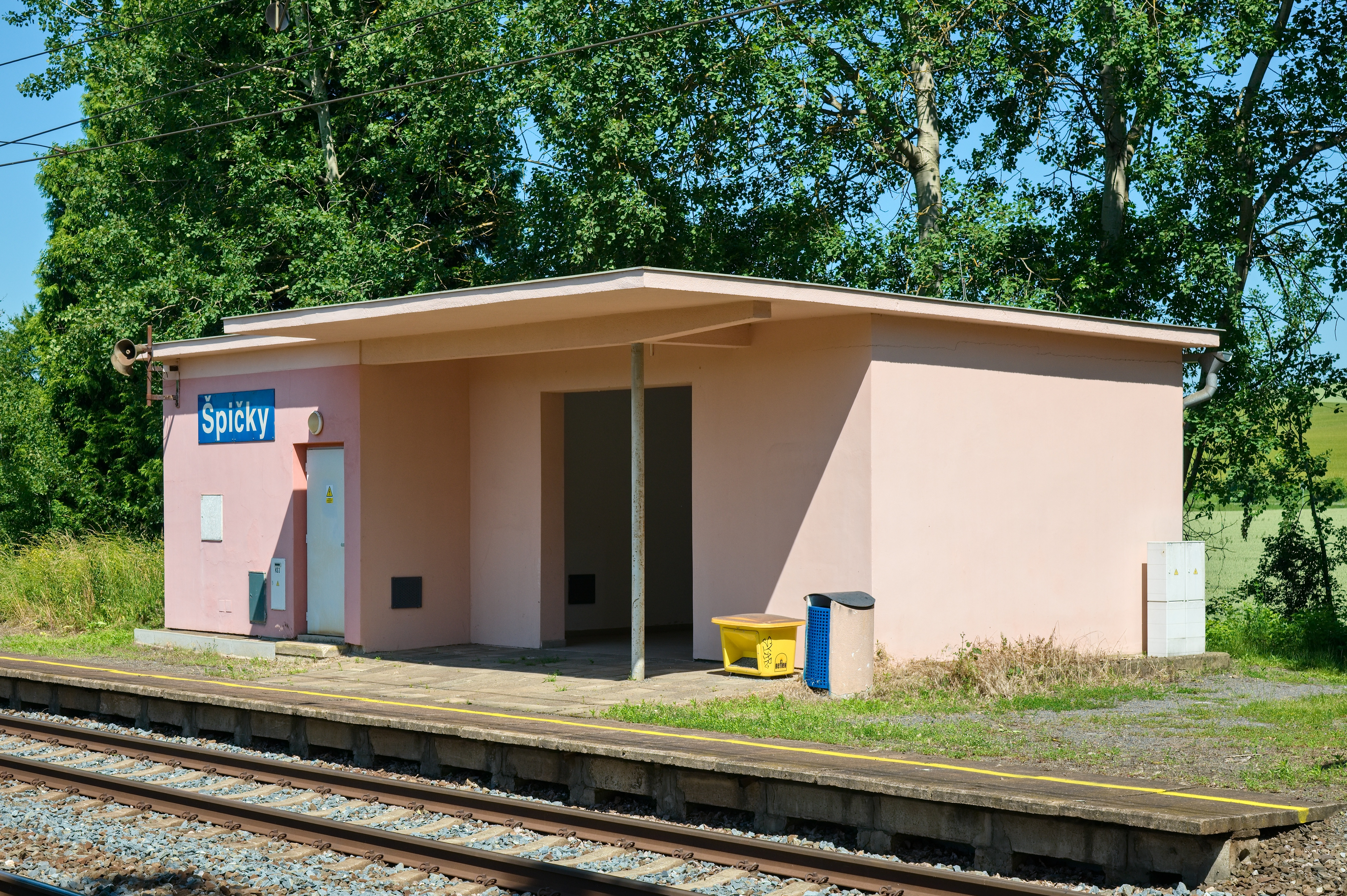
Budovy zastávky

Zastávkou procházejí dvě traťové koleje, u kterých jsou zřízena vnější nástupiště z betonových panelů, obě o délce 140 m a s výškou nástupní hrany 300 mm nad temenem kolejnice.
Cestujícím slouží přístřešek, který vznikl přestavbou někdejší nádražní budovy. Cestující jsou o jízdách vlaků informováni pomocí akustického zařízení INISS, které obsluhuje výpravčí ve stanici Hustopeče nad Bečvou.
Oddílová návěstidla automatického hradla 1Lo a 2Lo se nacházejí v km 10,413. Dřívější oddílová návěstidla hradla se nacházela v km 11,054.